# Pontorson
Pontorson – miejscowość i gmina we Francji, w regionie Normandia, w departamencie Manche. W 2013 roku populacja gminy wynosiła 4026 mieszkańców. 
1 stycznia 2016 roku połączono 3 wcześniejsze gminy: Macey, Vessey oraz Pontorson. Siedzibą gminy została miejscowość Pontorson, a nowa gmina przyjęła jej nazwę. 